# Alexander Aravena
Alexander Ernesto „Monito” Aravena Guzmán (ur. 6 września 2002 w Santiago) – chilijski piłkarz występujący na pozycji skrzydłowego, reprezentant Chile, od 2023 roku zawodnik Universidadu Católica.